# Ediciones Arlequín
Arlequín es una editorial mexicana fundada en 1994 como cooperativa, en Guadalajara (Jalisco). 
En su catálogo incluyen obras de escritores de Europa del Este (Arkadi Avérchenko, Mojca Kumerdej, Aleš Šteger, Jani Virk, entre otros), lusoparlantes (Germano Almeida, José Luís Peixoto) autores estadounidenses (Mark Twain, Joe Meno), mexicanos (José Luis Zárate, Alberto Chimal, Guadalupe Morfín, Rogelio Guedea, Luis Vicente de Aguinaga, José Luis Gómez Lobo, Cecilia Eudave, Refugio Barragán de Toscano, Eugenio Partida, Jorge Alberto Pérez, entre otros) y antologías como Por la escalera del arco iris, de poesía coreana, y El árbol de los libres (poetas de la Generación NN en Chile), donde se incluyen poemas de Roberto Bolaño. También publican ensayos históricos.
Según el periodista cultural Rogelio Villarreal, "Arlequín es una editorial modesta y desde hace varios años la más importante del estado de Jalisco, fundada en 1994 por un grupo de escritores".
Arlequín es miembro de la Alianza de Editoriales Mexicanas Independientes. Actualmente su editor es Felipe Ponce (Guadalajara, 1973). Su editor participó en el Festival Eñe, en el ciclo Cuatro editores en busca de autor. La editorial participa como stand propio en la Feria Internacional del Libro de Guadalajara, donde también organizan presentaciones de sus novedades cada año. 